# 209149 Chrismackenzie
209149 Chrismackenzie è un asteroide della fascia principale. Scoperto nel 2003, presenta un'orbita caratterizzata da un semiasse maggiore pari a 2,5207368 UA e da un'eccentricità di 0,1467992, inclinata di 2,38453° rispetto all'eclittica.